# 米利斯-克利科 (麻薩諸塞州)
米利斯-克利科（英語：Millis-Clicquot）是位於美國麻薩諸塞州諾福克縣的一個普查規定居民點。

## 人口
根據2020年美國人口普查的數據，米利斯-克利科的面積為8.22平方千米，當中陸地面積為8.13平方千米，而水域面積為0.09平方千米。當地共有人口4499人，而人口密度為每平方千米547.32人。